# Zalizneak (Verhnea Sîrovatka), Sumî
Zalizneak (în ucraineană Залізняк) este un sat în comuna Verhnea Sîrovatka din raionul Sumî, regiunea Sumî, Ucraina.

## Demografie
Componența lingvistică a localității Zalizneak
     Ucraineană (95,26%)
     Rusă (4,21%)
     Alte limbi (0,26%)
Conform recensământului din 2001, majoritatea populației localității Zalizneak era vorbitoare de ucraineană (95,26%), existând în minoritate și vorbitori de rusă (4,21%).